# 卜比·甘保
羅拔·佐治·甘保（英語：Robert George Campbell，1937年4月23日—2015年11月6日），前英格蘭職業足球運動員，司職前鋒，並於退役後轉任足球教練及領隊。

## 球會生涯
1958年，甘保於當時為英格蘭乙組聯賽球隊的利物浦開始職業生涯，於9月15日對陣錫菲聯的比賽中上演地標戰。於效力的三季期間曾為英格蘭青年隊上場，但未能協助利物浦重返頂級聯賽。甘保於1961年夏天離開利物浦，短暫效力非聯賽球會韋根。他於同年11月重返英格兰足球联赛，加盟英丙球會樸茨茅夫，球隊於贏得當季英丙冠軍。由於傷患，甘保在樸茨茅夫的首兩季只獲有限的上陣機會，亦曾為樸茨茅夫的預備隊擔任隊長。他於效力樸茨茅夫的第三個球季成為球隊的主力球員，上陣30次並射入兩球。
甘保於1966年加盟英丁球會艾迪索特，及後因傷退役。

## 教練及執教生涯
甘保於1967年退役後回到樸茨茅夫擔任助理教練。他後來於1971年轉投昆士柏流浪，擔任球會領隊的副手，協助球隊於1972-73賽季以乙組聯賽亞軍的成績獲得升班資格。1973年9月，甘保轉投阿仙奴擔任一隊教練。
1976年夏天，甘保加入英乙球會富咸的教練團。球會領隊阿歷·史托於同年12月被解雇，甘保被委任為新任領隊。儘管佐治·貝斯和朗尼·馬殊等球星先後效力富咸，但球隊於接下來的兩個賽季只能徘徊中游，更於1979–80賽季在42場比賽僅獲11勝，以尾三的成績降班至丙組。1980年10月，球隊經歷在丙組聯賽六連敗後解雇甘保。
1982年3月，甘保再次回到樸茨茅夫擔任領隊，並於接下來的1982–83賽季高價簽入尼爾·韋伯等球員，帶領球隊奪得丙組冠軍，為球隊自1961-62賽季首次奪得聯賽冠軍。1984年5月，在賽季只剩餘一場比賽時，甘保因聯賽成績不濟被解雇，球隊最終以第16名成功護級。
甘保接下來先後回歸阿仙奴擔任助理教練、回歸昆士柏流浪擔任預備隊領隊、以及執教科威特球會卡迪斯亞
1988年3月，甘保成為車路士領隊約翰·荷連斯的教練團成員。1988年5月9日，在荷連斯被解雇後，甘保被委任為球隊的暫代領隊至季尾，但他未能阻止車路士降班至英乙。
甘保於接下來的1988–89賽季帶領球隊以99分成為英乙冠軍，於降班後一季立即回歸頂級聯賽。
1989–90賽季，他帶領車路士以英甲第五名完成球季，此成績為車路士自1969–70賽季以來最佳聯賽排名。車路士亦於當賽季贏得英格蘭足總會員盃。
1990–91賽季，車路士僅以第11名完季，甘保於1991年夏天被解除領隊職務，轉任球會主席肯·碧斯的助理。
甘保於1993年回到科威特，執教當地球會艾阿拉比。

## 逝世
甘保於2015年11月6日逝世，終年78歲。

## 榮譽

### 球員生涯
樸茨茅夫
- 英格蘭丙組聯賽：1961–62（英语：1961–62 Football League#Third Division）[3]

### 執教生涯
樸茨茅夫
- 英格蘭丙組聯賽：1982–83（英语：1982–83 Football League#Third Division）[4]

 車路士
- 英格蘭乙組聯賽：1988–89（英语：1988–89 Football League#Second Division）[11]
- 英格蘭足總會員盃：1989–90（英语：1989–90 Full Members' Cup）[12]